# Los Rey
Los Rey é uma telenovela mexicana produzida por Pedro Leuvano e exibida pela Azteca entre 3 de setembro de 2012 e 22 de fevereiro de 2013.
Foi protagonizada por Rossana Nájera, Michel Brown, Ofelia Medina e Fernando Luján e antagonizada por Leonardo García, Elizabeth Cervantes, Cecilia Ponce e Juan Alfonso Baptista.

## Sinopse
Everardo Rey, é um empresário poderoso no México, que administra o Rey Grupo Industrial. Ele é casado com Manuela "Many" San Vicente e eles têm três filhos: Everardo "Vado", Guillermo e Matías.
Atrás do império da riqueza, há uma história de traição e decepção feita meticulosamente por Everardo Rey, um homem que cresceu no campo com Pedro Malvido, seu melhor amigo. Ambos eram pobres e na sua ânsia de melhorar sua qualidade de vida, eles vão procurar o "sonho americano". Nos EUA UU., Eles concordam em esquecer Manuela San Vicente, uma menina de classe alta que foi amada por ambos. Depois de vários anos e tornando-se capital, Everardo e Pedro, voltaram ao México para iniciar um negócio de coleções de vidro. No entanto, Everardo Rey esqueceu seu acordo com Pedro e casou-se com Manuela, acusando Peter de fraude falsa.
Uma vez livre e sem dinheiro, Pedro aprendeu os detalhes da acusação de fraude e a traição de seu amigo, de modo que, juntamente com sua família, Pedro Luis tenta começar de novo, mas sempre esperando por vingança contra Everardo Rei
Além disso, nasce um amor profundo e real, longe do ódio e da vingança, entre a filha de Pedro, Lorenza Malvido e Matías Rey, que tentam acalmar o ódio familiar, para estarem juntos.

## Elenco
- Rossana Nájera - Lorenza Malvido de Rey
- Michel Brown - Matías Rey San Vicente
- Leonardo García - Everardo Rey San Vicente "Vado"
- Elizabeth Cervantes - Paola Garcés de la Garza de Rey
- Fernando Luján - Don Everardo Rey Martínez
- Ofelia Medina - Manuela San Vicente de Rey "Manny"
- José Alonso - Pedro Malvido
- Juan Alfonso Baptista - Pedro Luis Malvido "Peluso"
- Ariel López Padilla - Guillermo Rey San Vicente "Memo"
- Carolina Miranda - Delfina Rey Ortuña "Fina"
- Ana Belena - Julia Mariscal
- Fernando Alonso - Amado Treviño
- Cecilia Ponce - Aurora Longoria
- Victor Huggo Martín - Laureano Malvido San Vicente
- Rafael Sánchez Navarro - Atilio Herrán
- Jorge Luis Vázquez - Joel "El Chino Matus"
- Rykardo Hernández - Leonardo Herrán
- Karla Rico - Alma Rivas Palacios
- Fernando Becerril - Gilberto Longoria
- Fran Meric - Jenny Laborde
- Miguel Ángel Ferriz - Uvaldo San Vicente
- Sergio Basañez - Ronco Abadí
- Laura Palma - Lucía del Muro
- Humberto Búa - Ismael Rey Buelna
- Sebastián Moncayo - Edmundo
- Karen Senties - Andrea Ortuña
- Cynthia Rodríguez - Tamara
- María de la Fuente - Dra. Rosario Deschamps
- Giovanna Romo - Beatriz
- Julieta Egurrola - Juliana Mariscal
- Aura Cristina Geithner - Lucero Longoria
- Francisco de la O - Elías
- Guillermo Quintanilla - Nicodemo
- Marco Aurelio Nava - Ricardo Nava
- Martín Altomaro - Moisés
- Raúl Sandoval - Gervasio
- Alejandra Prado - Consuelo Buelna "La Chula"
- Michelle Garfias - Cruz
- Alejandra Haydée - Luz
- Lía Ferre - Carmen Longoria
- Carlos Fonseca - Quino
- José Luis Mosca - Andrade
- Lourdes Villarreal - Ricarda
- Tomás Goros - Felix
- Jessica Roteache - Tanya
- Flavio Peniche - Secuaz
- Valentina Giron - Gina
- Jorge Zepeda - Marcelino "Lino"
- Héctor Kostifakis - Diablo